# Número de Lychrel
Um número de Lychrel é um número natural que não pode formar um palíndromo por meio do processo iterativo repetitivo de inverter seus dígitos e somar os números resultantes. Esse processo é algumas vezes chamado de algoritmo-196 (em inglês 196-algorithm), em homenagem ao número mais famoso associado ao processo. Em uma base decimal, não foi provada a existência dos números de Lychrel, mas alguns, incluindo 196, são suspeitos por razões estatísticas e heurísticas. O nome "Lychrel" foi cunhado por Wade VanLandingham como um anagrama Cheryl aproximado, o nome de sua namorada.

## Processo
A partir de um número inicial em base decimal, faz-se a soma deste com o seu número invertido, ou seja, o número resultante da inversão da ordem em que aparecem os seus dígitos. Por exemplo, para 124 temos aquele 124 + 421 = 545. Repetindo o mesmo processo com os números resultantes, se algum deles for um palíndromo, então o número inicial não é um número de Lychrel.